# Sumer–magyar nyelvelméletek
A sumer–magyar nyelvrokonság elmélete a korszerű nyelvtudomány által elvetett áltudomány.

## Története
A sumer–magyar nyelvrokonság elmélete a 19. század és a 20. század népszerű – az MTA által soha nem elfogadott – elméletei közé tartozik. Eleinte párhuzamosan létezett a sumer–magyar népi rokonság elméletével. Később a sumer–magyar nyelvrokonság híveinek egy része elvetette a magyar és a sumer nép rokonságát, de fenntartotta a nyelvrokonság elméletét. Ma mindkét változat létezik. A sumerológia elveti a sumer–magyar rokonság elméletét, mind nyelvészeti, mind etnikai értelemben.
A 20. században a sumer nyelvrokonságot vallók megpróbálták összekapcsolni a finnugor nyelvrokonság elméletét a sajátjukkal. Elfogadták, hogy a magyar legközelebbi rokonai a finnugor nyelvek, azonban a finnugor nyelveket már a sumerból vezették le. Ennek másik változata szerint a finnugor nyelvek a magyar nyelvből származnak, a magyar viszont a sumerból ered.
Az elméletcsoport lehetséges végkövetkeztetései:
- A magyarok a sumerek leszármazottai;
- A magyar nyelv a sumer nyelv leszármazottja;
- A magyar nyelv valaha valamilyen kapcsolatban állt a sumer nyelvvel, és szóátvételek történtek;
- A magyar nyelv áttételesen, más, sumer szavakat használó nép révén használ sumer eredetű szavakat;
- A magyar és a sumer nyelv közös szavai egy közös (pl. nosztratikus vagy annál is korábbi) ősnyelvi állapot maradványai mindkét nyelvben.

Ebből a magyar nép eredetére vonatkozóan levont következtetések:
- A magyarok sumerek;
- A magyarok Mezopotámiából származnak;
- A magyarok Mezopotámia peremvidékéről származnak;
- A magyarok a Kaukázus tágabb környékéről származnak, ahol érintkezésbe kerültek más mezopotámiai eredetű népekkel.

Hozzávéve még azt a körülményt, hogy viszonylag sok sumer és akkád eredetű szó található meg a sémi nyelvekben, valamint az indoeurópai és finnugor nyelvekben is, az elmélet híveinek következtetése kiegészíthető az alábbival:
- Valamilyen, a magyar nép etnogenezisében és nyelvének kialakulásában jelentős szerepet játszó népelem az i. e. 2. évezred második felében a Kaukázus környékén élt, ahol kapcsolatba került mezopotámiai nyelveket beszélő népekkel.

Nem csak magyar, hanem más nyelvű tudósok is foglalkoztak a sumer nyelv állítólagos kapcsolatainak, fennmaradásának feltárásával. Simo Parpola finn professzor például úgy véli, hogy a sumer nyelv az uráli nyelvek közé tartozott. A sumer nyelv keresztül-kasul szövi a mai európai és nyugat-ázsiai nyelvek szókészletét, ezért lehet szinte minden indoeurópai, finnugor és török nyelvben megtalálni. Az igazi kérdés az: hogyan került oda?

## Kutatástörténet
A sumer-magyar nyelvrokonság lehetőségének első felvetői a sumer nyelvet először felfedező külföldi tudósok voltak, az 1800-as évek második felében, akik a sumer agglutinatív jellegéből kiindulva próbáltak lehetséges leszármazott nyelveket találni az egyébként rokon nélküli sumernek. A magyar nyelvészeti irodalomba és kutatásokba az elmélet innen került át, elsődlegesen a finnugor-magyar rokonsági elmélet ellenpontjaként és szoros összefüggésben a többi (türk-, altaji-, turáni-, stb.- magyar) nyelvrokonítási elmélettel. Jelenlegi formájában ez az elmélet szinte az összes többit „bekebelezi” és magába olvasztja, közvetlen történeti és nyelvi fejlődést feltételezve a sumer, a turáni/altaji/türk és a magyar nyelv között.
Az elmélet jelenkori legfőbb képviselői Badiny Jós Ferenc, Barabási László, történész, múzeumigazgató, Bobula Ida, történettudományi doktor, Csőke Sándor, nyelvész (A sumer ősnyelvtől a magyar élőnyelvig, 1969), Érdy Miklós, Gosztony Kálmán, nyelvész, a párizsi Saint-Michel Kollégium v. tanára (Dictionnaire d’étymologie sumerienne et grammaire comparée, 1975, magyarul: Összehasonlító szumér nyelvtan, 1977), dr. Nagy Sándor, Padányi Viktor történész, író, Varga Zsigmond, debreceni egyetemi tanár, lelkész, teológus, nyelvész és vallástörténész.
Hóman Bálint történész 1943–44-ben írt, de csak 1985-ben megjelent Ősemberek – Ősmagyarok (Hungarian Cultural Foundation. Atlanta, GA. USA) című könyvében a következőket írja:
„A magyarság és a magyar nyelv kimmér–géta kapcsolatainak a megállapításával új értelmet kapna az eddig jóformán kizárólagosan műkedvelőknek átengedett szumir–magyar kutatás is. A szumirok nyelve mai ismereteink szerint (1943) jáfetita kaukázusi nyelvcsaládba tartozik, a magyar nyelv kaukázusi és ‘ismeretlen eredetűnek’ mondott ősi szavainak az elemzésénél tehát a jövőben nem szabad figyelmen kívül hagynunk a szumir és hatti–hurri nyelvemlékeket.” (121. oldal.)
Csőke Sándor sumer–urál–altaji–magyar összehasonlító nyelvészeti tanulmányokat írt: A sumer ősnyelvtől a magyar élőnyelvig, Szumir magyar egyeztető szótár.  Emellett azonban sumer–finn és sumer–török etimológiai szótárakat is írt, ami újfent a komplexebb szemlélet felé mutat.
1975-ben jelent meg a Sorbonne magyar tudósának, Dr. Gosztony Kálmánnak a Dictionnaire d’étymologie sumerienne et grammaire comparée című összehasonlító nyelvészeti tanulmánya francia nyelven. Gosztony ugyanúgy, mint Csőke, kimutatott bizonyos egyezéseket a sumer és magyar nyelvben, szóállagban és nyelvtanban, melyek véleménye szerint a sumer és magyar nyelv közeli rokonságát, esetleg azonosságát hivatottak illusztrálni.
Gosztony 1050 sumer szó összehasonlítását végezte el, melynek végén a következő eredményt kapta: 23 egyezés van a latinban; körülbelül 40 az etruszkban(?); 20 az akkádban; 20 (a bizonytalanok nélkül) az örményben; kb. 50 a török nyelvekben (a kiegészítésekkel együtt kb. 75); 96 az északi finnugorban (kiegészítésekkel kb. 110); 923 a magyarban (ennek 8%-a csak valószínű). Ezenkívül 10 van a kaukázusiakban, 3-4 a baszkban, 3 a bretonban, 2-3 az arabban. (64. oldal) A vizsgált 53 sumer nyelvtani jellegzetesség eredménye véleménye szerint a következő: 21 párhuzamos a finnugorral, 24 a kaukázusival és 51 a magyarral (35. oldal).
Napjainkban azonban a sumer-magyar rokonságot a tudományos élet jelentős képviselői abszurdumnak tartják, illetve politikai és hamis ideológiai célokra felhasznált elméletként kezelik. A legtöbb sumerológus és asszirológus szerint hasonlóságok ugyan felfedezhetők, de a nagy időbeli és térbeli különbség miatt elképzelhetetlen a rokonság. A magyar nép etnogeneziséről többet tudhatunk meg tibeti illetve arab, valamit bizánci forrásokból.

## A sumer-magyar rokonságot elvetők érvei

### A sumer és magyar nyelv összehasonlítása

#### Szóösszehasonlítás
A rokonság bizonyításának legfontosabb módszere az elmélet hívei szerint a két nyelv szavainak összehasonlítása. Az ilyesminek azonban a nyelvészetben nagyon szigorú módszerei és szabályai vannak, például ún. szabályos hangmegfeleléseket kell találni (rendszeres hangmegfelelések törvénye), amikor az egyik nyelv egy konkrét fonémájának egy másik nyelv egy konkrét fonémája felel meg mindig, és nem össze-vissza akárminek. Az ezt vizsgáló történeti-összehasonlító nyelvészetet az indoeurópai nyelvekre dolgozták ki először, sőt kifejezetten az első germán hangeltolódásra. Azután sikerrel alkalmazták az afroázsiai nyelvektől az ausztrál bennszülöttek nyelveiig számtalan nyelvcsaládra. Az indogermanisták szerint semmi sem szól amellett, hogy lenne olyan nyelvcsalád, amelyre ez a módszer ne lenne alkalmazható. A sumer-magyar rokonság hívei ezt figyelmen kívül hagyják.
- sumer b = magyar b, v, p, néha f, s, sz
- sumer d = magyar d, t, gy, ty, néha cs, s, sz
- sumer g = magyar g, k, h, néha s, sz, cs, f, gy

A helyzet azonban ennél bonyolultabb, mert a sumer nyelvet az akkád nyelven keresztül ismerjük, és pl. a zöngés-zöngétlen ellenpár az akkád hatására jelent meg a sumerben, ott eredetileg valami más, talán a hehezetes-hehezetlen ellenpár lehetett a helyén. A jelenlegi sumer szóállomány tudományos konvenció, csak többé-kevésbé fedi a beszélt sumer nyelvet.
További probléma egyes esetekben az akkád és sumer szavak összekeverése.
- sumer diš – akkád Ištén = egy – magyar Isten (mert az elmélet hívei szerint ők is tudták, hogy „egy az isten”)[megj 2]
- sumer ? – akkád balātu élet, ebből az elemzés szerint: balātuan(a) – Balaton (valójában akkád ana balātu az élethez)
- sumer dingir (diǧir) isten (akkád Inanna) – magyar tündér Ilona

A másik hiányosság a rendszeres hangmegfelelések törvényeinek teljes figyelmen kívül hagyása. A rendszeres hangmegfeleltetések elmélete Jacob Grimmtől származik, amit az azóta első germán hangeltolódásnak nevezünk. Grimm szerint bizonyos mássalhangzók törvényszerűen változtak meg egyes nyelvfejlődési periódusokban. Az első germán hangeltolódáshoz hasonló – de konkrétan más – törvényszerű hangváltozásokat más nyelvekben is feltártak. Ez a jelenség általános és törvényszerű, olyannyira, hogy alkalmas nyelvek rekonstruálására is, feltéve, ha sikerülne az összeset feltárni, ami általában források hiányában lehetetlen.
Az alternatív irányzatok képviselői nem fogadják el, hogy a hangtörvény érvényes lenne, illetve azt állítják, hogy a nyelvfejlődés egyik kiragadott szegmense, amely nem általános és nem törvényszerű, de lehetséges. Érvelésük szerint még az első germán hangeltolódás esetében is tapasztalható olyan jelenség, amelyik éppen az ellenkező irányba mutat, csak azok nem szerepelnek az összehasonlító táblázatokban.
A germán d→t hangeltolódással magyarázható Thor nevének keletkezése a rekonstruált, ősnyelvi *dyeu-ph2tēr alakból, amelyre az indogermanisták ezen kívül a szanszkrit Djauszpitar, a latin Iuppiter és a görög Zeusz (boiótiai Δευς , attikai Ζευς de genitivus Διος  ) szót is visszavezetik – természetesen nem a germán hangeltolódás, hanem az érintett nyelvek saját nyelvtörvényei alapján.

#### Az összehasonlítás konkrét problémái
1. A nyelvi összehasonlítás gyakorlatilag megreked a szóhasonítás terén, sőt, a hasonítás valójában még ennél is kisebb elemekre: ragokra, morfémákra, egyes hangokra korlátozódik (ehhez érdemes tudni, hogy a sumer túlnyomórészt egyszótagú szavakból áll, ami körülbelül 500-ra csökkenti a lehetséges variánsok számát, melyek között így nem nehéz rokonságokat felfedezni, illetve konvertálni, s mivel a magánhangzóktól gyakorlatilag el lehet tekinteni, mivel azok alkotják minden nyelv legbizonytalanabb és legkevésbé stabil részét, ez a szám még tovább csökkenhet);
2. A korabeli magyar kiejtést hallgatólagosan a maival azonosnak veszi (a pár százéves hivatkozott nyelvemlékek (Halotti beszéd, Ómagyar Mária-siralom) az összehasonlításban nem bírnak relevanciával, két vagy háromezer évvel korábbról pedig semmilyen nyelvemlékünk nincs);
3. A más nyelvek összehasonlításánál bevált egzakt nyelvészeti módszereket (például a rendszeres hangmegfelelések vizsgálatát) nemigen alkalmazzák, így például a szavak összevetése gyakran a következetesség igénye nélkül, ötletszerűen történik, az állítólagosan fellelt hangmegfelelések (pl. p/b, d/t) nincsenek következetesen végigvezetve;
4. A feltételezett hasonlóságoknál jóval nagyobb számban fellelhető eltérések egyáltalán nincsenek említve (például, hogy a sumer ige sokszorosan ragozott és részben bekebelező jellege teljességgel idegen a magyartól);
5. Az általában puszta szólistákban megadott szóhasonítások és az ezeket kísérő leírások az érdeklődő számára erősen megtévesztőek a két nyelv összehasonlításának „egyszerűségére” nézve
6. A nyelv egészének szerkezetét és magasabb szerveződéseit szinte egyáltalán nem vizsgálja (a két, de állandó hivatkozási pont az agglutináció (a ragozás) és az ergativitás, ami azonban számos más nyelvnél is fellelhető)
7. A hasonlítás általában a szótárakból különféle szempontok alapján (alapszavak, rövid szavak, stb.) kiválogatott listák összevetésével indul, részben a szavak (latin!) írásképének kisebb-nagyobb fokú egyezését (hús ~ kus, ős ~ us),[7] részben jelentésük vélt vagy valós hasonlóságát (szelíd ~ sila-ag „bárány módra cselekszik”)[7] véve alapul, majd e két, immár meglévő végpont (a sumer és a magyar szó) közé egy, mindig az adott helyzetnek megfelelő nyelvi konverter (többnyire egy egylépéses hangmegfeleltetést, pl. g/d) kerül;
8. Külön érdekességként említhető az egyébként részleteiben máig nem precíz, inkább csak általános sémi, illetve sumer jelentéstan feltöltése egészen speciális szavakkal (zsizsik ~ ziz, sügér ~ suhur, csombord ~ sembirida, szádok ~ sidugga, görőncs ~ girin)[7] és ehhez a tájnyelvi (pl. csángó), mint „archaikus magyar” igénybevétele (pl. veréb ~ buraabba ~ csángó beriéb);[7]
9. Nagyon sok esetben (ez különösen a régebbi irodalomra igaz) nem sumer, hanem akkád szövegeket és szavakat elemeztek sumerként, így a szakirodalom jelentős része félrevezető és megbízhatatlan;
10. Művelői többségéről sajnálatos módon elmondható, hogy a vizsgált nyelvet (nyelveket kell valójában mondani, mert a sumerhez az akkád elengedhetetlen) nem bírják;
11. Az úgynevezett „szakirodalom” tudományos és nyelvészeti szempontból egyaránt használhatatlan, mivel:
- zömében forrás és hivatkozás nélküli;
- többnyire helytelen átírású és az ékírásos nyelvek ilyenkor szokásos hármas idézési szabványának (eredeti ékjel – átírás (transcriptio) – normalizáció) szinte soha nem tesz eleget (ennek legelemibb következménye, hogy ékjel híján a sumer szavak nem kereshetőek vissza még szótárban sem),
- külön specialitás a nemzetközi szabványtól eltérő magyar átírás, ami a szavakat teljesen azonosíthatatlanná teszi (g/ĝ (ŋ) = g, s/z/š/ś = s/sz/z, r/ŕ = r, ḫ/h = h),
- a kialakult (akár sumerológiai, akár assziriológiai) nyelvészeti terminológia negálása és/vagy túlzott leegyszerűsítése, de sok esetben egyszerűen csak a nem ismerete;
12. Az általános és szintén teljesen bizonytalan utalásokon túl (hun, szittya, különféle kevéssé ismert iráni és/vagy török nyelvekre való hivatkozások) általában semmilyen formában nincs tisztázva a nyelv esetleges történeti folyamatossága, továbbélésének mikéntje.

Ezenkívül a sumer nyelv hangzása nem pontosan ismert, hiszen jeleinek kiejtését csak más nyelvű (például akkád) szövegek alapján tudják rekonstruálni, és a két nyelv eltérő hangrendszere miatt nyilvánvaló torzulással. Az akkád nyelv is kihalt már, csak ma is élő nyelvrokonainak kiejtését tudják a múltba vetíteni. Ez persze az indogermán nyelvhasonlítás tekintetében nem probléma, a PIE nyelvnek nemcsak a hangzása nem ismert, de írott forrásai sincsenek, az egész csak rekonstrukció. Ebben az esetben az eljárást az indogermanista nyelvészek által kitalált szabályrendszerbe lehet szorítani és prekoncepciókra épülő protonyelvi rekonstrukciókat ugyanazzal a prekoncepcióval hasonlítják az ismert nyelvemlékekhez. Ez természetesen a hagyományos nyelvcsaládokat fogja igazolni.

## Indogermán/finnugor vs. sumer/alternatív nyelvelméletek

### A sumer szavak más nyelvek szavaival hasonlítása
Íme néhány olyan szóhasonlítás, amely nem a magyar nyelvvel, hanem a finnugor nyelvekkel általában kapcsolatos, sőt egyéb nyelvekkel:
- 𒁇 – alap hangzósítása: BAR. Többjelentésű szó. 1. hátulsó, hátsó, hátul lévő. Zürjén: ber (=hátsó rész), finn perä (=hátsó rész), mongol bara- (=befejez). 2. család, északi lapp boerâš (=család), finn perhe (=család). 3. fél (vmitől), retteg, északi lapp bâldet (=fél), finn pelätä (=fél)[8] (magyar far).
- 𒄑 – hangzósítása: GIŠ, GISSU, jelentése köröm, karom. Zürjén gīž (=köröm, karom), votják gižî (=köröm, karom), északi lapp gåddså (=köröm, karom), finn kynsi (=köröm, karom).[9] Ugyanezen GIŠ két másik jelentése: nagy és apa. Ebben Csőke a g szabályszerű lekopását látja: finn iso (=nagy, giš → *'is → is → iso), finn isä (=apa), nyelvjárásban izä (=apa), vogul äš (=anyai nagybátya).[10] A GIŠ ág, gally jelentése a mongol gesigün (=ág, faág) szóban jelenik meg.
- 𒋻 – KUD; jelentései: leszakít, település, szántás, megköt. Finn kitkeä (=gyomlál, nyelvjárásban kütke), kunta (=község), kyntää (=szánt), kudos (=szövet).[11] Mongol quda (=rokonság), kalmük xuda (=rokonság). A KUD egyben kutat (kút) is jelent, mongol qudug, kalmük xudug.[12]
- 𒆒 – KAD4, jelentése összeilleszt, egybeszerkeszt. Ótörök qat- (=hozzáköt, csatol), török kat- (=hozzáköt, csatol), mongol qantar (=megköt, befog), finn kytkeä (=köt, csatol), magyar köt.[13]

Egy példa arra vonatkozóan, hogy a finnugor nyelvekben hogyan néz ki az összehasonlítás:
- magyar kap, vogul kåpi (=fölkap), votják kab- (=megkap), mordvin kapede (=megfog), finn kaappaa- (=megfog).

E szavak kapcsolata látható, ahogyan az is, hogy ezek sem tökéletesen egymást fedő jelentések. Ugyanakkor: ótörök qap- (=elkap), török kap- (=elkap), mongol qabla (=elfog, elkap), latin capio (=kap).
A hasonlításoknak rendkívül problematikus része a szóátvételek irányának meghatározása. Ez rész az, amely gyakorlatilag minden esetben kétesélyes, és az irány megadását minden elmélet aszerint teszi meg, hogy mit kíván bizonyítani. Eklatáns példája ennek az, amikor a hettita nyelvben az indoeurópai szavakat átvételnek minősítik egy olyan nyelvcsaládban, amelyiknek legkorábbi írott emléke (a hettitán kívül) legfeljebb az i. e. 10. században keletkezett. Fel sem merül általában az a változat, hogy az indoeurópai nyelvek vették át a hettitából ezeket a szavakat, mert az a hagyományos indogermán elméletet a feje tetejére állítaná. Ugyanakkor ennek sincsen semmi akadálya. Ugyanez a sumer–magyar (és akkád) viszonylatban is felmerül. A magyar etimológiai szótárak kivétel nélkül magyar átvételnek minősítenek minden olyan szót, amely akár csak egyetlen indoeurópai nyelvben előfordul. Kitűnő példa erre a „lapát”, amely az etimológiai szótár szerint szláv származású, ugyanakkor a magyarban komplett szóbokor épül rá (lap-lapít-lapos-stb), míg a szlávban rokontalan, és az ehhez hasonló értelmű szavak egyáltalán nem hasonlítanak magára a főnévre. A magyar harc szónak a szótár szerint természetesen inkább a rekonstruált finnugor *kor3 az őse, nem pedig a sumer Ḫ.R, hiszen ez utóbbi poliszemantikus szótő jelentései nemcsak a magyar harcot, hanem a haragot, karcolást, horonyt, karmot is magukban foglalják.
Önmagában tehát nem a szóhasonlításban van a lényeg, hanem a szóátvétel irányában. Az alternatív nyelvelméletek ugyanis azt állítják, hogy a magyar nyelvben fellelhető sumer és akkád eredetű szavak nem indoeurópai közvetítéssel kerültek oda, hanem abból a közös forrásból, ahonnan maguk az indoeurópai nyelvek is kölcsönözték. Így például a „ház” szó, amelynek nemcsak a német kölcsönzés a lehetséges keletkezési oka, hanem bármely indoeurópai vagy török nyelv is. Ház = sumer H.Z (= istálló, ketrec), KUD (= nádfal, gallyfonadék, ketrec), KU és KUD (= ül, letelepedik, lakik), angol house, német Haus, latin casa, perzsa kāza, baskír kos, jakut xos, finn kota, osztják kat, zürjén ka, csuvas xuze, baskír koš, jakut xos (= szoba). Ebből látható, hogy bár a finnugor nyelvek szóalakjai is levezethetők egy közös tőből, a magyar szóalak közelebb áll az indoeurópaihoz, mint a finnugorhoz. Itt sem a sumer–magyar nyelvrokonságról van szó, hanem arról, hogy a sumer szó (igaz, némi jelentésváltozáson átesve) elterjedt a finnugor és indoeurópai nyelvekben is. A közvetítő nyelv(ek) és az átadás helye és időpontja kérdéses lehet, de a szavak azonossága nem, holott ezek a szavak a mai nyelvállapotokban léteznek, részben nem engedelmeskedtek a hangtörvényeknek, és évezredeken keresztül megmaradt a „h” kezdőhang, más részüknél viszont „k”-vá alakult.
A szóhasonlítások a gyöknyelveknél semmilyen problémát nem jelentenek, akár évezredeken keresztül azonos mássalhangzóvázakat használnak az egyes nyelvek is és körülhatárolható nyelvcsoportok is. A magyar nyelv bizonyos tulajdonságaiban hasonló a gyöknyelvekhez, bár a gyökkutatás a 19. század óta gyakorlatilag nem létezik Magyarországon.
Egy példa a gyökkutatás lehetőségeire: akkád štāru, štarā (sumer za-lam-gar), amelynek jelentése „sátor”. Ez a szó egy nomád–félnomád közegben feltétlenül vándorszó lehet. A magyar szó pontosan ugyanazt a háromhangos mássalhangzóvázat tartalmazza, mint az akkád, a jelentése is pontosan ugyanaz. A „sátor” szó toldalékolt, ragozott alakjaiban az o-hang gyakran kiesik, ami egy š(ā)tr alapszó feltevését engedi meg.
A szóhasonlítások gyakori példája és ellenpéldája a sumer UR szó, amelynek hangalaki hasonlósága a magyar „úr” szóval való hasonlítást eredményezett. Ez a hasonlítás sokáig csakugyan délibábosnak és erőltetettnek tűnik, mivel az UR fordítása messze esik a magyar jelentéstől, általában „kutya” jelentéssel fordítják. Az 1980-as években azonban a sumer nyelvtörténet eljutott arra a fokra, hogy megállapítsák, az UR szó eredetileg egy határozatlan névmás volt, így került át nevek alkotórészének, majd általánosítás révén minden vadállatra vonatkozott és állatnevek szinte állandó része. A határozatlan névmás szerepe és a nevek előtagja már összevethető a magyar jelentéssel. Ez természetesen nem jelenti azt, hogy azok a vulgáretimologizálások, amelyek bármely és bárhol előforduló 'r'-hangban a sumer UR szót látják (vagy az egyiptomi Rét), helyesek lennének.
A sumer és az akkád szavak keveredése azonban csak akkor jelent problémát, ha a sumer–magyar kutatások céljának tekintjük a sumer nyelvrokonságot. Ugyanakkor az akkád egy jelentésű ištén szó akkor is hasonlít a magyar isten szóra, ha nem sumer. Az is kiemelendő, hogy mivel a mezopotámiai mitológia több ezer istent tartalmaz, ezért az Egy és az Isten szavaknak nem lehet közük egymáshoz. Főistenek és patrónus-istenek sokasága ismert. Az alábbi példát nem szokták cáfolni:
- sumer še → magyar eszik.

Ez a példa ugyanis elvezet ahhoz, hogy nemcsak a magyarban, hanem az indoeurópai, török és finnugor nyelvek többségében találhatók sumer eredetű szavak. Szanszkrit aś, görög eszthio, német essen, hettita ezzan, ótörök ye, török isirmak (=eszik) és et (= étel), tatár asan, latin edo, angol eat (=eszik) és feed (=étel), tatár asan, csuvas-jakut-kazah as (= étel), csuvas et (= hús), nem a vogul ti(!), hanem inkább a zürjén śoini vagy a finn syädä ennek a rokona.
Hasonló az akkád ab abi (ab-abi, ababim) kifejezés esete. Fordítása: nagyapa, szó szerint azonban azt jelenti: apa(apám) apja. Hangtörvényes szempontból is tökéletes az azonosság, még a sumer AD figyelembe vételével is (d→b→p átmenet). A szülők megnevezése nagyon nagyon hasonló rengeteg nyelvben.

### A hangeltolódási törvények kritikája
Egyetlen példa: a germán k hangzó ch lett a felnémetben. Book → Buch, stb. A child → Kind ennek éppen a fordítottja, nem is szokott a példák között lenni. Vagy a szavak egy része teljesen változatlan a hangeltolódás előtt és után is, mint a gót haban, ófelnémet (és német) haben. Ezért ezt nem szokták figyelembe venni. Vagy ha mégis, akkor a latin capio-ból származtatják a hangtörvények miatt, és nem a habeo-ból. Ilyenkor az sem számít, hogy a habeo pontosan azt jelenti, mint a haben (van neki, bír valamivel), míg a capio megfog, kap értelmű. Az ilyen jelenségek miatt egyesek nem tartják univerzális elméletnek a hangtörvényeket. Azt nem veszik figyelembe az ilyen ellenérvek, hogy egy nyelvtörvény nemcsak azt tartalmazza, hogy egy hang miből mibé vált, hanem azt is, hogy mikor ment végbe egy ilyen változás. Előtte és utána nem érvényes egy hangtörvény. A hangtörvények ilyen időszakra vonatkozó érvényessége segít meghatározni azt, hogy két nyelv között mikor és milyen irányban történt például egy szóátvétel.
A hangtörvényes következtetések egyike például a *yotor alakú rekonstruált ősnyelvi szóból származtatott germán water, wasser, valamint a görög hüdór (=víz). A yo- → hü- és yo- → wa- átmenetek nehezen magyarázhatók, de csak ezzel lehet összekötni a két alakot. Ugyanakkor nem veszi figyelembe a hettita u̯a-a-ta-ar (normalizált alakja wātar) szót. Emellett a magyar víz szó is közvetlenül a hettita alakból (mint legrégebbi ismert, konkrét előfordulás) levezethető. Ráadásul ugyanaz a t → z hangváltozás figyelhető meg, mint például az avesztai satəm → száz esetében.

### Összefoglalás
A fentiekből következően a sumer–magyar nyelvrokonság elmélete valójában nem állítja vagy teszi fel, hogy a sumer nyelv a magyarban élne tovább. Kétségkívül vannak ilyen irányzatok is. Az alternatív nyelvészeti kutatások lényege abban rejlik, hogy az európai nyelvekben jelen lévő, ókori keleti eredetű (sumer, akkád) szavakra magyarázatot találjon. Ez azonban más jellegű történeti elképzeléseket vonz magával, mint a 19. század közepétől meglévő és alapvetően a germán kultúrprioritásra épülő indogermán nyelvelméletek keretei. Az alternatív nyelvelméletek szerint a hagyományos nyelvcsaládok nem genetikus rokonságra épülnek, hanem areális nyelvkiegyenlítődésekre, közlekedő nyelvek révén alakultak ki, és csak bizonyos szűk csoportok, mint például a latin nyelvek alkotnak genetikus családot. Ezen elmélet szerint ősnyelvek nem rekonstruálhatók, a szabályos hangmegfeleltetés törvényével szemben a hangzók bizonyos körben szabadon változnak a nyelv fejlődése során (elsősorban a kifejezés színesítése érdekében), más szavak viszont évezredeken át változatlanok maradhatnak.